# Karin Balzer
Pour les articles homonymes, voir Balzer.
Karin Balzer, née Richert le 5 juin 1938 à Magdebourg et morte le 17 décembre 2019 à Chemnitz, est une athlète est-allemande puis allemande. 
Ancienne détentrice du record du monde, elle a remporté le titre sur 80 m haies aux Jeux olympiques d'été de 1964 à Tokyo et remportait, au sein de l'équipe unifiée d'Allemagne, la première médaille d'or en athlétisme pour la République démocratique allemande. Elle est la première femme à avoir couru un 100 m haies en moins de treize secondes. Triple championne d'Europe en plein air et septuple championne de RDA, elle fait partie des meilleures spécialistes des haies de tous les temps. Élue sportive de l'année dans son pays en 1971, son entraîneur était Karl-Heinz Balzer. Celui-ci avait conduit, entre autres, Regina Höfer et Christina Heinich vers les sommets de l'athlétisme.

## Biographie

### 1957 – 1962: un talent sur la voie du succès
Karin Richert-Balzer reste avant tout dans les mémoires en tant que spécialistes des haies mais elle était une athlète très complète et faisait partie des meilleures de son pays en pentathlon, saut en longueur et sprint. Sous son nom de jeune fille, Richert, elle faisait, en 1957 déjà, partie de l'élite est-allemande sur 200 m (23 s 4) et 80 m haies. Elle devenait vice-championne de RDA dans les deux disciplines. En 1958, elle s'enfuyait avec son entraîneur et compagnon, le sauteur en hauteur Karl-Heinz Balzer vers l'Allemagne de l'Ouest et s'installait à Ludwigshafen. Après plusieurs visites de membres de la Stasi, ils retournèrent deux mois plus tard en République démocratique allemande. Leur fuite fut sanctionnée par une suspension des compétitions internationales pendant une année. Karl-Heinz Balzer, son futur mari, n'eut pas le droit de l'accompagner à des compétitions internationales à l'étranger avant 1966.
Elle fit son apparition sur la scène sportive internationale aux Jeux olympiques d'été de 1960 à Rome. À 22 ans, elle terminait quatrième en série manquant de peu la qualification pour la finale.
Karin Richert et Karl-Heinz se sont mariés en 1961. À la fin 1962, Karin Balzer avait atteint le sommet de la hiérarchie mondiale. Sur 80 m haies et en pentathlon, elle était la deuxième athlète mondiale. Elle était aussi vice-championne d'Europe en haies.

### 1964 – 1968: premier record du monde et titre olympique

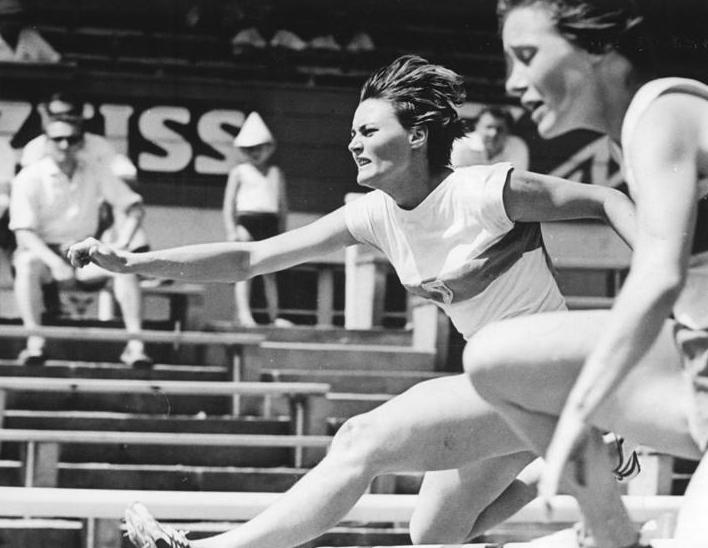
Karin Balzer en 1964.

Le 23 mai 1964, elle attira l'attention de l'athlétisme sur elle. Âgée de 25 ans, elle égalait, pendant un pentathlon, en 10 s 5 le record du monde du 80 m haies codétenu par Gisela Birkemeyer et Betty Moore. 
Avec 4 790 points, elle se classait à la quatrième place mondiale des performances en pentathlon. Malgré ses brillants résultats en pentathlon, elle se limita au 80 m haies aux Jeux olympiques d'été de 1964. Dans une finale où les trois premières se tenaient en deux centièmes de seconde, Balzer remportait le titre devant la Polonaise Teresa Ciepły. Ce titre olympique est le plus grand succès de la carrière de Karin Balzer.
En 1965, elle fit une pause pour donner naissance à son premier fils Andreas et elle revint à la compétition en 1966 devenant pour la première fois championne d'Europe sur 80 m haies. Aux Jeux olympiques d'été de 1968 à Mexico, Karin Balzer fut le porte-drapeau de la République démocratique allemande. Elle se classa cinquième de la finale du 80 m haies.

### 1969 – 1972: records et dernière médaille olympique
Malgré la disparition du 80 m haies au profit du 100 m haies, elle reste facilement parmi les meilleures mondiales. Entre 1969 et 1971, elle améliora quatre fois le record du monde jusqu'à atteindre la marque de 12 s 6. Entretemps, la lutte pour le record se poursuivit plusieurs années durant avec la Polonaise Teresa Sukniewicz et la Chinoise Chi Cheng.
En 1971, elle devient pour la troisième fois consécutive championne d'Europe. Son dernier grand succès est fêté à 34 ans aux Jeux olympiques d'été de 1972 à Munich où elle obtient le bronze, le titre revenant à sa compatriote Annelie Ehrhardt. Elle est élue personnalité sportive allemande de l'année (RDA) en 1971.

### 37 records
En comptant les performances en salle et les distances en yard, Karin Balzer a réalisé durant sa carrière 37 records du monde. Sept de ces performances furent des records olympiques. Aucune sprinteuse sur les haies n'a pu approcher ce record. Balzer est de plus la seule athlète à avoir détenu le record sur 80 et sur 100 m haies.
En plus de ses titres en plein air, Balzer a été cinq fois championne d'Europe en salle. Elle a également été sept fois championnes de RDA sur les haies, deux fois au pentathlon, une fois au saut en longueur et une fois sur 200 m.

### À côté et après le sport
Karin Balzer est la mère de deux fils. Le premier Andreas (né le 7 octobre 1965 est décédé le 7 septembre 1972 dans un accident de la circulation). Le second Falk né le 14 décembre 1973 est également un athlète qui est, entre autres, devenu vice-champion d'Europe. 
Depuis 1997, Karin Balzer entraîne son fils et Anja Rücker.

## Palmarès

### Jeux olympiques d'été
- Jeux olympiques d'été de 1964 à Tokyo ( Japon)
  -  Médaille d'or sur 80 m haies
- Jeux olympiques d'été de 1968 à Mexico ( Mexique)
  - 5e sur 80 m haies
- Jeux olympiques d'été de 1972 à Munich ( Allemagne de l'Ouest)
  -  Médaille de bronze sur 100 m haies

### Championnats d'Europe d'athlétisme
- Championnats d'Europe d'athlétisme de 1962 à Belgrade ( Yougoslavie)
  -  Médaille d'argent sur 80 m haies
- Championnats d'Europe d'athlétisme de 1966 à Budapest ( Hongrie)
  -  Médaille d'or sur 80 m haies
- Championnats d'Europe d'athlétisme de 1969 à Athènes ( Royaume de Grèce)
  - 5e sur 100 m
  -  Médaille d'or sur 100 m haies
- Championnats d'Europe d'athlétisme de 1971 à Helsinki ( Finlande)
  -  Médaille d'or sur 100 m haies

### Jeux européens en salle
- Jeux européens en salle de 1967 à Prague ( Tchécoslovaquie)
  -  Médaille d'or sur 50 m haies
- Jeux européens en salle de 1968 à Madrid ( Espagne)
  -  Médaille d'or sur 50 m haies
- Jeux européens en salle de 1969 à Belgrade ( Yougoslavie)
  - 6e sur 50 m
  -  Médaille d'or sur 50 m haies

### Championnats d'Europe d'athlétisme en salle
- Championnats d'Europe d'athlétisme en salle de 1970 à Vienne ( Autriche)
  -  Médaille d'or sur 60 m haies
- Championnats d'Europe d'athlétisme en salle de 1971 à Sofia ( Bulgarie) 
  -  Médaille d'or sur 60 m haies